# Davenport (Dakota del Nord)
Davenport és una població dels Estats Units a l'estat de Dakota del Nord. Segons el cens del 2000 tenia 261 habitants.

## Demografia
Segons el cens del 2000, Davenport tenia 261 habitants, 91 habitatges, i 77 famílies. La densitat de població era de 839,8 hab./km².
Dels 91 habitatges en un 49,5% hi vivien nens de menys de 18 anys, en un 71,4% hi vivien parelles casades, en un 5,5% dones solteres, i en un 14,3% no eren unitats familiars. En l'11% dels habitatges hi vivien persones soles el 3,3% de les quals corresponia a persones de 65 anys o més que vivien soles. El nombre mitjà de persones vivint en cada habitatge era de 2,87 i el nombre mitjà de persones que vivien en cada família era de 3,1.
Per edats la població es repartia de la següent manera: un 34,1% tenia menys de 18 anys, un 7,7% entre 18 i 24, un 36% entre 25 i 44, un 14,6% de 45 a 60 i un 7,7% 65 anys o més.
L'edat mediana era de 30 anys. Per cada 100 dones de 18 o més anys hi havia 97,7 homes.
La renda mediana per habitatge era de 48.889 $ i la renda mediana per família de 53.125 $. Els homes tenien una renda mediana de 31.786 $ mentre que les dones 23.750 $. La renda per capita de la població era de 18.737 $. Cap de les famílies estaven per davall del llindar de pobresa.

## Poblacions més properes
El següent diagrama mostra les poblacions més properes.